# Кайтофт, Антон
Бьёрн Антон Кайтофт (швед. Björn Anton Cajtoft; 13 февраля 1994) — шведский футболист, вратарь клуба «Брюне».

## Биография

### Клубная карьера
В 2008 году игрок был приглашён в молодёжный летний лагерь клуба «Йёнчёпингс Сёдра», с которым позже подписал контракт. Дебютировал за основную команду 2 ноября 2013 года в матче последнего тура Суперэттана против команды «ГАИС», в котором отыграл все 90 минут и оставил свои ворота "сухими". В 2015 году стал победителем Суперэттана и вместе с командой перешёл в Высшую лигу Швеции.

### Карьера в сборной
В 2017 году был основным вратарём сборной Швеции на молодёжном чемпионате Европы. На турнире сыграл во всех трёх матчах группового этапа, однако команда набрала лишь 2 очка и завершила выступление на чемпионате, заняв третье место в группе.

## Достижения
«Йёнчёпингс Сёдра»
- Победитель Суперэттана: 2015